# Heilig Grafkerk
De Heilig Grafkerk of Verrijzeniskerk (Arabisch: كنيسة القيامة, Kanīsat al-Qiyāma, Hebreeuws: כנסיית הקבר , Cnesiat HaChever, Grieks: Ναός της Αναστάσεως, Latijn: Sanctum Sepulchrum) is een christelijke kerk in de ommuurde oude stad in Jeruzalem. De kerk wordt ook wel de Kerk van de Wederopstanding genoemd. Volgens de overlevering is ze gebouwd op de plek waar Christus zowel gekruisigd, begraven als opgestaan zou zijn: het Heilig Graf. Het is sinds de 4e eeuw een belangrijk pelgrimsoord. Op de plaats van de kerk hebben meerdere kerken gestaan, die tijdens oorlogen en branden verloren gingen. Het huidige gebouw stamt uit 1149 en is in vroeg-gotische stijl gebouwd.

## Beschrijving
Midden in de rotonde van de kerk staat een graftombe waarin zich het graf van Christus zou bevinden. Op deze tombe is de toegevoegde 15e statie van de Kruisweg uitgebeeld: Christus' verrijzenis uit de dood. Men komt de kerk binnen via de zijkant, via een plein. Net voor de ingang staat de Kapel de Franken. Rechts na de ingang treft men de steen van de balseming. Hier zou het lichaam van Jezus gebalsemd zijn. Iets verder staat de Rots van Golgotha waarop Christus gekruisigd zou zijn, naast een Grieks-orthodox altaar. Onder de rots is de Adamskapel waar Adam begraven zou zijn. In het middenschip is een plaats te vinden waarvan destijds werd aangenomen dat het het middelpunt van de (platte) Aarde was. Via een trap komt men beneden in de St. Helenakapel die gewijd is aan Gregorius de Verlichter. Boven de kapel is een Ethiopisch-Orthodox klooster te vinden. Nog dieper ligt de Inventio Cruciskapel.
In de kerk bevinden zich altaren en kapellen die door verschillende christelijke geloofsgemeenschappen worden beheerd. De protestanten zijn hier niet vertegenwoordigd.

## Scepsis
In de 19e eeuw ontstonden twijfels over de vraag of de kerk zich werkelijk op de plaats van de kruisiging bevond. Deze kruisiging zou volgens het Nieuwe Testament buiten de stadsmuren van Jeruzalem zijn voltrokken en de kerk bevond zich binnen de muren. Dit was voor de Britse generaal Gordon een reden om een nieuwe plaats aan te wijzen. Dit werd het zogenaamde Tuingraf. Later zou echter blijken dat de locatie van de Heilige Grafkerk zich ten tijde van het leven van Jezus buiten de muren bevond. Jeruzalem is een paar jaar na de dood van Christus uitgebreid door Herodes Agrippa I, waardoor de kruisigingsplaats binnen de muren kwam te liggen.

## Geschiedenis
De plek waar kruisigingen destijds plaatsvonden was een steengroeve. Op een hoog punt aan de rand van de groeve zou Jezus gekruisigd zijn en vervolgens zou zijn lichaam zo'n 43 meter verderop in een uitgehakte ruimte zijn gelegd. In deze groeve zijn later meer Joodse graven gevonden. Al een paar jaar na de kruisiging werd de stad uitgebreid waardoor het graf binnen de stadsmuren kwam te liggen.
In de 2e eeuw liet Keizer Hadrianus de groeve dichtgooien met puin en daarbovenop een tempel bouwen die gewijd was aan de godin Venus. Hadrianus deed dit vermoedelijk om de plek te ontheiligen en zo het groeiende Christendom tegen te gaan. Volgens sommige bronnen werd op de rots van Golgotha een beeld van Venus geplaatst. Ook was de tempel onderdeel van de herbouw van Jeruzalem nadat de stad zwaar beschadigd was na eerst de Joodse Oorlog en daarna de Bar Kochba-opstand.
Toen in de vierde eeuw Keizer Constantijn de Grote het christendom als geloof aannam, werd de tempel vervangen door een kerk. Hiervoor werd de onderliggende groeve grotendeels uitgegraven en onderzocht. Hierbij zouden een aantal relikwieën gevonden zijn, waaronder de Relikwieën van het Heilige Kruis die door de moeder van Constantijn zelf gevonden zouden zijn. Op deze vindplaats werd de ondergrondse Inventio Cruciskapel gebouwd. Toen het graf werd gevonden werden de rotsen eromheen grotendeels uitgehakt en hier werd een Aediculum (klein tempeltje) omheen gebouwd. De kerk bestond uit twee gebouwen, voor de rots en voor het graf, die door een binnenplaats met elkaar verbonden waren. De kerk werd in 335 ingewijd. Daarnaast werden in het Heilige Land nog twee kerken gebouwd. Deze werden gebouwd in opdracht van Macarius, destijds de bisschop van Jeruzalem.
Het gebouw werd bij de verovering van Jeruzalem door de Perzen onder sjah Khusro II in 614 zwaar beschadigd. De kerk werd later gerestaureerd. Op bevel van de Fatimidische kalief Al-Hakim werd de Heilig Grafkerk in 1009 met de grond gelijk gemaakt. Al-Hakim, die geloofde een incarnatie van God te zijn en zeer puriteins was in zijn geloofsopvattingen, kon het niet verdragen dat zo'n belangrijke christelijke kerk in zijn rijk stond. Hij gaf opdracht om de "Kerk van de mestvaalt" zoals de moslims de kerk spottend noemden, te plunderen. (De Kerk van de Mestvaalt of Kanisat al-Qumana is een woordspeling op Kanisat al-Qiyama, de Arabische naam van de kerk.) Nadat zijn mannen eerst alle schatten van de kerk geroofd hadden, werd de kerk tot op de kale rotsbodem steen voor steen afgebroken. Zelfs de fundamenten werden weggehaald. Ook het graf van Jezus werd vernietigd. Wat nog restte werd in brand gestoken.
Al-Hakim werd uiteindelijk waanzinnig en haalde zich de woede van de moslims op de hals, omdat hij zich had laten uitroepen tot een incarnatie van God; hij verdween onder mysterieuze omstandigheden in 1021. Zijn opvolger kalief al-Zahir kreeg het gezag over Jeruzalem pas acht jaar later, in 1029, in handen. Hij beloofde de christenen dat zij een nieuwe Heilig Grafkerk mochten bouwen. In 1042 begon de Byzantijnse keizer Constantijn IX Monomachos met de wederopbouw van de Heilig Grafkerk, die in 1048 werd voltooid.
In 1099, met de Eerste Kruistocht werd Jeruzalem ingenomen. Hierna werd begonnen met de bouw van de huidige kerk waarbij zowel het graf als de rots in één gebouw werden opgenomen. De kerk werd in 1149 ingewijd maar later nog wel een paar keer verbouwd.

## Navolging
In de middeleeuwen en in de 16e eeuw is het H. Graf vele malen gekopieerd voor plaatsing in kerken en kapellen. Ook werden kerken in de vorm van de Grafkerk te Jeruzalem gebouwd. Zij werd herhaaldelijk in de schilder- en prentkunst afgebeeld. Bekend zijn o.a. het "Heiliges Grab" in Görlitz, gebouwd tussen 1481 en 1504; het "New Jerusalem Monastery" in Moskou Oblast, gebouwd tussen 1656 en 1666; en het "Mount St. Sepulchre Franciscan Monastery" gebouwd door de Franciscanen in Washington DC in 1898 
In vele middeleeuwse kerken noemt men een sarcofaag met een beeld van het lichaam van Christus, tezamen met een beeldengroep van enige mannen en vrouwen, engelen bij de graflegging aanwezig, Heilig Graf. Maar ook gedurende de Stille Week in de r.k. kerken een rustaltaar voor het H. Sacrament.

## Beheer

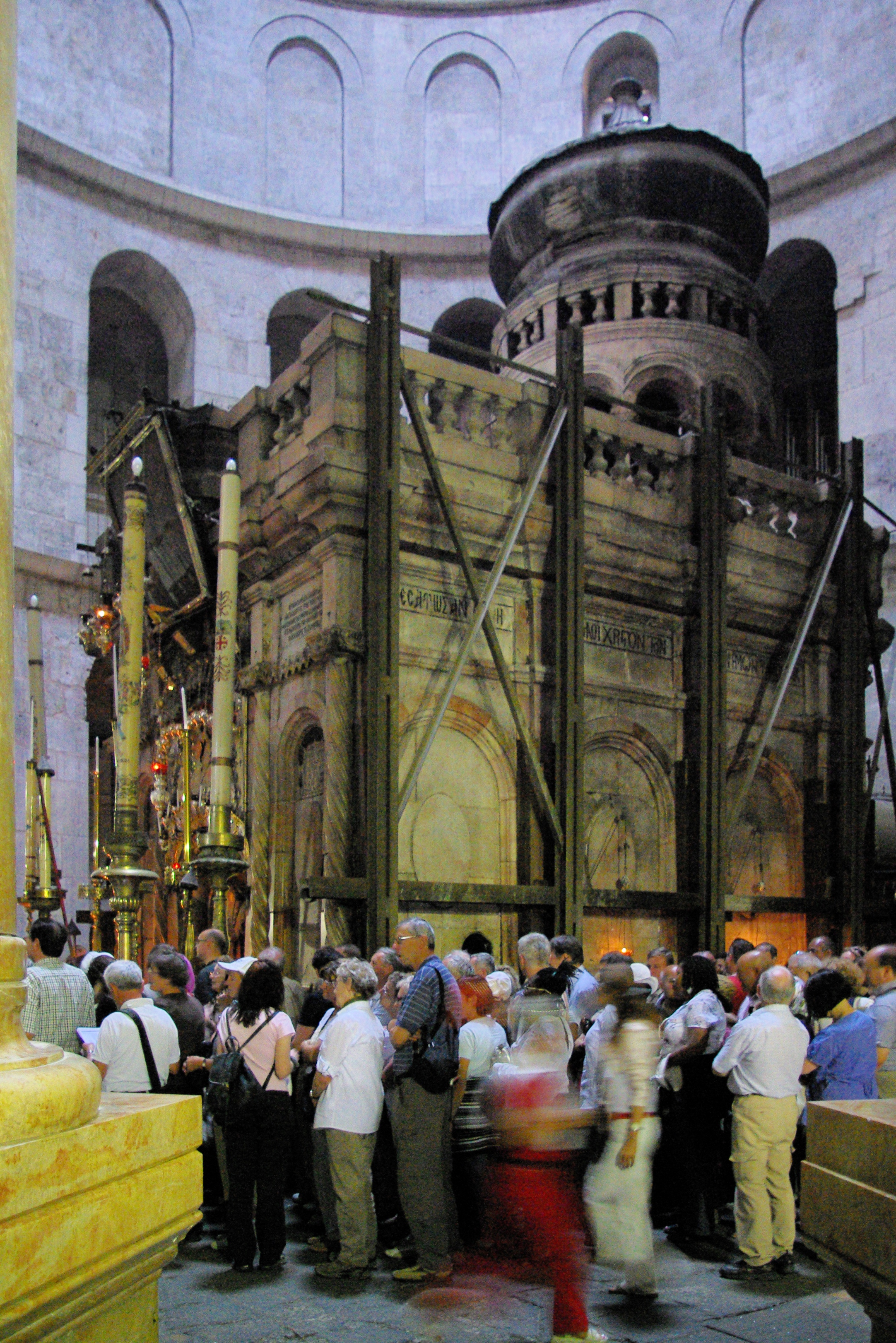
Het heilige graf

Om het beheer van de kerk is eeuwenlang letterlijk gevochten. Niet alleen tussen moslims en christenen maar ook tussen verschillende christelijke groeperingen onderling. Zo werd het beheer dan ook steeds op andere families en kloosterordes overgedragen, vaak na zeer gewelddadige incidenten.
De Grafkerk is sinds 1852 een simultaankerk, in handen van zes christelijke confessies. De hoofdbeheerders zijn het Grieks-orthodox patriarchaat van Jeruzalem, de Rooms-Katholieke Kerk (de orde der Franciscanen) en de Armeens-Apostolische Kerk voor de binnenkant van het gebouw. In de 19e eeuw kwamen de Syrisch-Orthodoxe Kerk van Antiochië, de Koptisch-Orthodoxe Kerk en de Ethiopisch-Orthodoxe Kerk daarbij. Zij kregen enkele kleinere schrijnen en taken toebedeeld.
De Ottomaanse autoriteiten in Jeruzalem stelden in 1852 een strak schema op dat moest bepalen welk christelijk genootschap op welke plaats en wanneer plechtigheden mocht vieren. De relaties tussen de diverse kerken waren zo slecht dat de sleutels van het heiligdom werden toevertrouwd aan twee Palestijnse moslimfamilies. Dat is tot op de dag van vandaag het geval.
Ook wordt een aantal delen (waaronder de hoofdingang) gezamenlijk beheerd. Aangezien de zes confessies het moeilijk eens worden, en elke partij een veto kan uitspreken, werd en wordt er nooit iets verbouwd. Dit heeft op een aantal plaatsen tot ernstig achterstallig onderhoud geleid. De ingewikkeldheid van het beheer blijkt bijvoorbeeld uit het feit dat een ladder die al meer dan 150 jaar op een balkon boven de ingang staat onder geen beding verplaatst mag worden. De marmeren wandbekleding van het Heilig Graf is in 1947 door de Britten gestut maar nooit meer gerestaureerd. De Ethiopiërs wonen met een kleine groep monniken boven op het dak van de kerk. Dit Deir al-Sultan-Klooster wordt echter door de Kopten opgeëist en heeft sinds 2004 met instortingsgevaar te maken. De procedures rondom de opeising verhinderen een renovatie.
Ook nu zijn er nog regelmatig incidenten. In 2002 verplaatste een koptische monnik een stoel en dit was de aanleiding voor een vechtpartij tussen verschillende groepen monniken waarbij elf van hen in het ziekenhuis terechtkwamen.
In 2016 echter, na zeer veel overleg met alle betrokken partijen, kon uiteindelijk besloten worden tot een restauratie van het ediculum, dit onder auspiciën van de National Geographic Society. Het feit dat het gebouw min of meer op instorten stond gaf hierbij de doorslag. Het werk werd uitgevoerd door een Griekse gerenommeerde onderzoeks- en restauratiegroep die ook het Parthenon in Athene restaureert. Het externe ijzerwerk werd verwijderd en het gehele gebouw werd schoongemaakt en aardbevingsbestendig gerestaureerd. Hierbij werd ook toestemming verkregen om voor het eerst sinds zeer vele eeuwen de marmeren plaat die de oorspronkelijk bodem van het graf bedekt, tijdelijk te openen (er was toestemming voor 60 uur opening). Men vond onder de plaat nog een marmeren afdekplaat met daarin gegraveerd een (kruisridder?) kruis. Uit afgenomen cementgruis bleek later dat dit cement inderdaad uit de 4e eeuw stamt. Dit ondersteunt dus de theorie dat Constantijn hier ooit een kerk gesticht heeft nadat zijn moeder hier delen van het kruis en de oorspronkelijk begraafplaats ontdekt zou hebben.

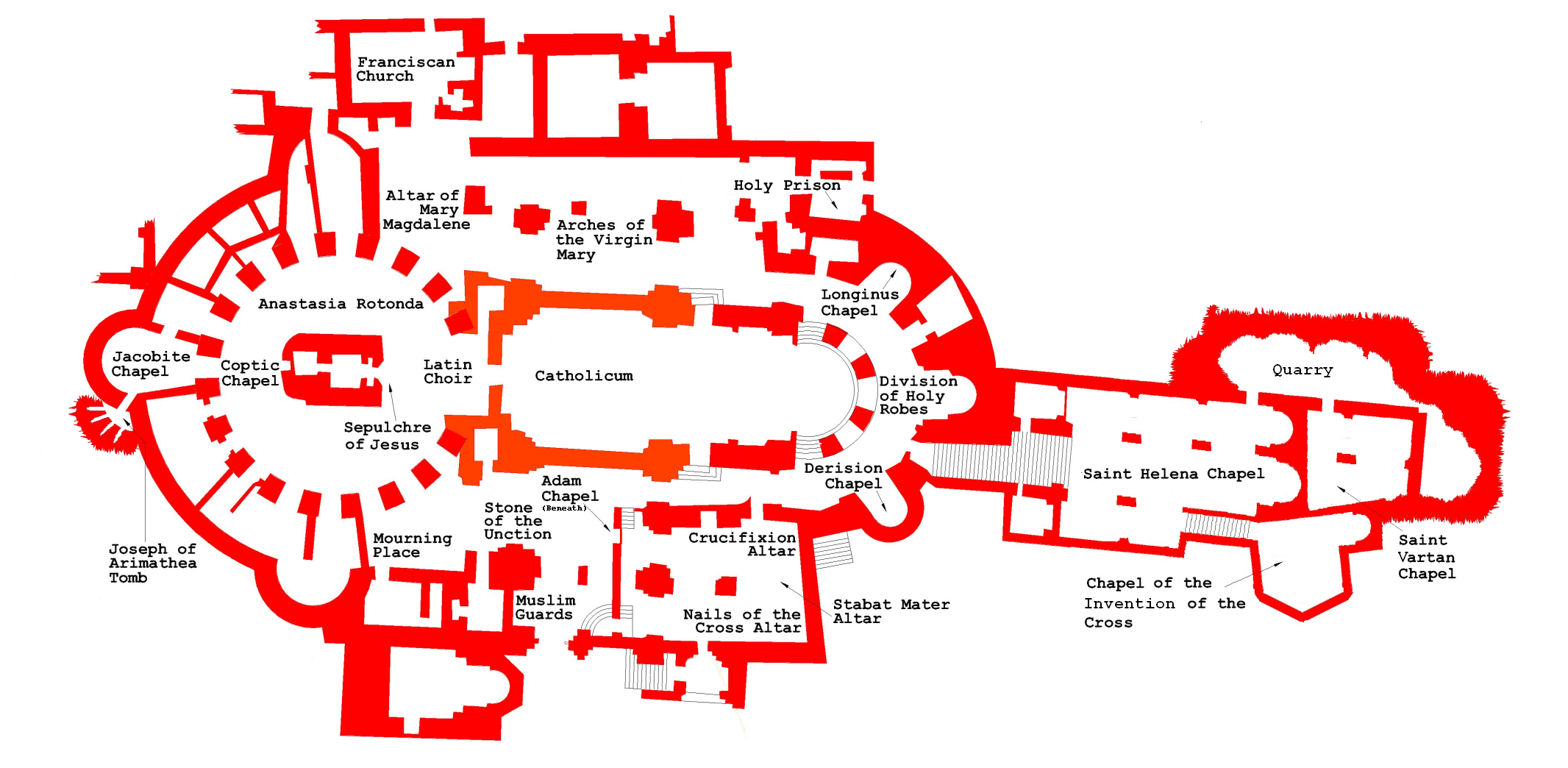
Plattegrond van de huidige kerk
Doorsnede van de Heilig Grafkerk
Maquette in het Catharijneconvent, door pelgrims rond 1670 als souvenir uit Jeruzalem meegenomen
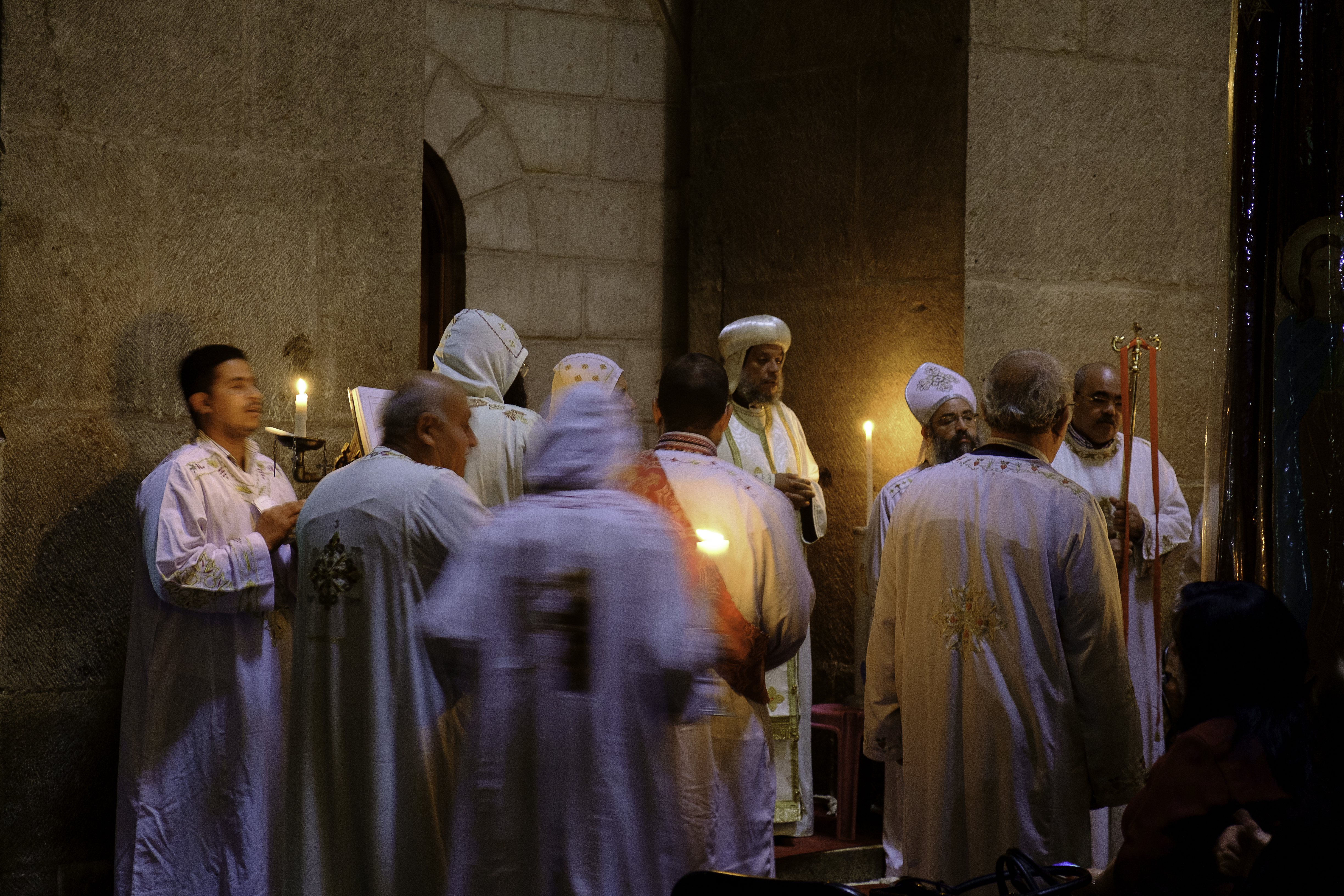
Koptische monniken tijdens een ceremonie in de kerk